# Un messaggio dagli spiriti
Un messaggio dagli spiriti è uno dei romanzi polizieschi della nota scrittrice Agatha Christie. È un romanzo in cui il mistero viene risolto non da Poirot o da Miss Marple, ma da investigatori dilettanti.

## Trama
In una casa isolata dalla neve alcune persone fanno passare il tempo facendo una seduta spiritica. Ad un certo punto uno spirito dice che il Capitano Trevelyan è stato assassinato. I partecipanti alla seduta rimangono colpiti dal messaggio venuto dagli spiriti, a tal punto che il Maggiore Burnaby decide di affrontare la tormenta di neve per recarsi in paese, a qualche chilometro di distanza, e verificare la salute dell'amico. Giunto alla casa del Capitano bussa, ma nessuno gli apre. Il Maggiore va chiedere aiuto alla locale stazione di polizia; gli agenti, entrati in casa, scoprono il cadavere di Trevelyan. 
Il giovane nipote di Trevelyan, uno degli eredi del suo patrimonio, viene accusato del delitto. La sua fidanzata Emily inizia a indagare per conto proprio, in compagnia di un giornalista, per scagionarlo.

## Personaggi
- Joseph Trevelyan, capitano della Royal Navy a riposo
- John Burnaby, maggiore a riposo e amico di Trevelyan
- Signor Rycroft, studioso di ornitologia e di fenomeni psichici
- Signor Duke, abitante di una delle villette
- Capitano Wyatt, abitante di una delle villette
- Caroline Percehouse, indomabile zitella
- Ronald Garfield, nipote della signorina Percehouse
- Signora Willet, affittuari di Sittaford House
- Violet Willett, figlia della signora Willet
- Jennifer Gardiner, sorella di Trevelyan
- Sylvia Pearson, nipote di Trevelyan
- Martin Dering, marito di Sylvia
- James Pearson, nipote di Trevelyan
- Emily Trefusis, fidanzata di James
- Brian Pearson, nipote di Trevelyan
- Robert Evans, ex marinaio e domestico di Trevelyan
- Charles Enderby, giornalista
- Narracott, ispettore di polizia

## Edizioni italiane
- Un messaggio dagli spiriti, traduzione di Tito N. Sarego, Collana Libri Gialli, Milano, Arnoldo Mondadori Editore, marzo 1935-1979. [la traduzione, di epoca fascista, manipola e inventa di sana pianta inserti e dialoghi]
- Un messaggio dagli spiriti, traduzione di Grazia Griffini, Postfazione di Alex R. Falzon, Collana Oscar Gialli, Milano, Mondadori, 1984  [I Classici del Giallo Mondadori n.422, 1983].